# Reprodução vegetativa
Reprodução vegetativa, ou reprodução clonal, é uma forma de reprodução assexuada que ocorre em múltiplas espécies de fungos, algas e plantas. Consiste na simples cisão de algum órgão vegetativo e posterior brotamento da parte seccionada, transformando-se em outro indivíduo. 

## Descrição
Os fungos são compostos por um micélio altamente ramificado e pouco resistente a tensão mecânica, podendo se partir com facilidade. A reprodução vegetativa se dá, neste caso, quando as suas hifas se partem, e as partes voltam a crescer independentemente.
Em organismos vegetais de maneira geral, a totipotência celular permite que qualquer célula especializada retorne ao seu estágio indiferenciado, para posteriormente se transformar em outro tipo celular completamente diferente. Esta propriedade favorece a reprodução vegetativa nos vegetais propriamente ditos. Em algas, por exemplo, pequenos fragmentos do talo podem se regenerar e dar origem a indivíduos inteiros sem muita dificuldade, uma vez encontrado o ambiente ideal para seu desenvolvimento.
Em briófitas, especialmente em hepáticas, a reprodução vegetativa se dá por propágulos, pequenas massas de células indiferenciadas originadas da própria planta que são carregadas pela água, germinando e dando origem a clones em outras localidades.
As traqueófitas apresentam uma tendência à reprodução vegetativa pela cisão de rizomas - este tipo de reprodução é particularmente comum em plantas rizomatosas. Há também o brotamento e destacamento de tubérculos, cormos e bulbos subterrâneos ou de bulbilhos nas axilas das folhas (comum em lírios). Em algumas espécies da família Crassulaceae, a reprodução vegetativa é efetuada por propágulos gerados nas bordas das folhas, propágulos estes que são largados ao solo após algum tempo de maturação, favorecendo o surgimento de grandes colônias de clones. Em certas espécies, principalmente as que possuem folhas ou caule de consistência carnosa (como begônias, cactos e euphorbias), têm a tendência a gerar novos indivíduos com facilidade quando alguma parte de seu corpo se quebra e pousa sobre o solo.
Na agricultura e na floricultura, a reprodução vegetativa pela enxertia, alporquia, mergulhia, ou simples divisão de rizomas e bulbos é praticada para a obtenção de um grande número de indivíduos com características desejáveis do ponto de vista econômico.